# Julie Lemieux
Julie Lemieux (Toronto, Ontario, 4 de diciembre de 1962) es una actriz de doblaje canadiense.

## Filmografía

### Cine
| Año  | Título                               | Personaje                                                                                   | Notas             |
| ---- | ------------------------------------ | ------------------------------------------------------------------------------------------- | ----------------- |
| 2000 | Sailor Moon R: The Movie             | Young Mamoru Chiba                                                                          | Doblaje en inglés |
| 2000 | Sailor Moon SuperS: The Movie        | Perle                                                                                       | Doblaje en inglés |
| 2003 | Rolie Polie Olie: The Baby Bot Chase | Coochie, Coo                                                                                |                   |
| 2004 | Care Bears: Journey to Joke-a-lot    | Funshine Bear                                                                               |                   |
| 2005 | Beyblade: Fierce Battle              | Miss Kincaid                                                                                | Doblaje en inglés |
| 2005 | The Care Bears' Big Wish Movie       | Funshine Bear                                                                               |                   |
| 2009 | Tidal Wave                           | American Woman at Beach/UN Reporter: France & Canada                                        |                   |
| 2010 | Aftershock                           | Woman at Basketball Park                                                                    | Doblaje en inglés |
| 2013 | Fish N Chips: The Movie              | Ting, Marraine                                                                              |                   |
| 2014 | The Nut Job                          | Muchacha Scout                                                                              |                   |
| 2015 | End of Days, Inc.                    | Nana                                                                                        | Voz               |
| 2017 | The Nut Job 2: Nutty by Nature       | Lil' Chip                                                                                   |                   |
| 2018 | Elliot the Littlest Reindeer         | Bluuberry, Olga, Computer Translator, Swedish Coach, Moshennika, Bruno, Computer Translator |                   |

### Televisión
| Año           | Título                                                                                      | Personaje | Notas             |
| ------------- | ------------------------------------------------------------------------------------------- | --- | ----------------- |
| 1989-1994     | Keroppi and Friends                                                                         | Soak (Kyorosuke), Carl (Pekkle solo en episodios), Curtis (Koroppi, "Find the Pink Mushroom"), Speedy ("The Frog's Secret House") | Doblaje en inglés |
| 1989-1994     | Hello Kitty and Friends                                                                     | Jody, Julianna Scott (in "Mom Loves Me After All"), Peter Fisher (in "Heidi")                                                     | Doblaje en inglés |
| 1992–1997     | Rupert                                                                                      | Rupert Bear |                   |
| 1993–1997     | The Busy World of Richard Scarry                                                            | Russ |                   |
| 1998-2004     | Rolie Polie Olie                                                                            | Clock Mouse ("A Totally Backwards Day"), Coochie, Coo                                                                             |                   |
| 1999          | Little People: Big Discoveries                                                              | Michael |                   |
| 1999-2001     | Diabolik                                                                                    | Naomi |                   |
| 1999–2003     | Monster by Mistake                                                                          | Warren Patterson |                   |
| 2000–2001     | Medabots Spirits                                                                            | Ikki, Ikki's Mom, Brass, Neutranurse, Medabot/Kilobot Announcer, Honey                                                            |                   |
| 2000–2002     | Pelswick                                                                                    | Julie Smockford |                   |
| 2001          | Anne of Green Gables: The Animated Series                                                   | Fairy |                   |
| 2001          | Undergrads                                                                                  | Rita the R.A. |                   |
| 2001/2002     | Maggie and the Ferocious Beast                                                              | Oscar, Zach, Max |                   |
| 2001–2002     | Pecola                                                                                      | Miss Lucky |                   |
| 2002          | Beyblade                                                                                    | Mariah Wong and Dizzi |                   |
| 2002–2019     | Max y Ruby                                                                                  | Louise, Film Announcer |                   |
| 2002–presente | Arthur                                                                                      | Kara, Bud Compson, Cisely Compson, Carl's Mom, Muk, Hippo, Bud                                                                    |                   |
| 2003          | Jacob Two-Two (Jacobo Dos Dos [Esp])                                                        | Renee |                   |
| 2003–2004     | Medabots Spirit                                                                             | Ikki Tenryou |                   |
| 2005          | Rotting Hills                                                                               | Zoe |                   |
| 2005-2009     | Pulentos                                                                                    | Barry | Doblaje en inglés |
| 2006–2007     | Spider Riders                                                                               | Motoko Kumai (Cazador Steele [Ing])                                                                                               |                   |
| 2006–2007     | Pandalian                                                                                   | Toby |                   |
| 2007          | Magi-Nation                                                                                 | Evu |                   |
| 2007          | Wilbur                                                                                      | Wilbur |                   |
| 2007          | The Wumblers                                                                                | Bertrum |                   |
| 2007          | Clang Invasion                                                                              | Robin |                   |
| 2007          | Total Drama Island (Isla del drama [Esp])                                                   | Heather's Mom |                   |
| 2007–2008     | Wayside (Escuela Wayside [Esp])                                                             | Sra. Jewls y Sra. Gorf |                   |
| 2007–2010     | Magi-Nation                                                                                 | Iyori, Sorranther |                   |
| 2007–2010     | Busytown Mysteries                                                                          | Pig Will |                   |
| 2008–2009     | Bakugan Battle Brawlers                                                                     | Runo Misaki, Sirenoid, Harpus, Lars Lion and Komba O' Charlie                                                                     |                   |
| 2008–2010     | Cyberchase                                                                                  | Fergie, Mayor, Shari Spotter, Tappy                                                                                               |                   |
| 2009–2011     | Poppets Town                                                                                | Cocori |                   |
| 2009–2012     | The Amazing Spiez!                                                                          | Tony Clark |                   |
| 2009–2020     | Bakugan Battle Brawlers: New Vestroia                                                       | Runo Misaki, Sirenoid, Lars Lion                                                                                                  | Doblaje en inglés |
| 2009–presente | Producing Parker                                                                            | Antique Annie |                   |
| 2010–2011     | Bakugan: Gundalian Invaders                                                                 | Runo Misaki, Queen Serena | Doblaje en inglés |
| 2011–2012     | Bakugan: Mechtanium Surge                                                                   | Runo Misaki | Doblaje en inglés |
| 2009–2010     | Spliced (Isla de mutantes [Esp])                                                            | Fuzzy Snuggums |                   |
| 2010–2013     | Skatoony                                                                                    | Dabs Looman |                   |
| 2011          | Producing Parker                                                                            | Antique Annie |                   |
| 2011–2012     | The Cat in the Hat Knows a Lot About That!                                                  | Twitch, Milly, Jilly |                   |
| 2011–2013     | Almost Naked Animals                                                                        | Batty |                   |
| 2011–2013     | Detentionaire                                                                               | Greta, Cassandra |                   |
| 2012          | The Beet Party                                                                              | Boom-Ka, Wooga Booga |                   |
| 2012–2013     | Grojband                                                                                    | Chance Happening |                   |
| 2013          | Scaredy Squirrel                                                                            | Voces adicionales |                   |
| 2013          | The Day My Butt Went Psycho!                                                                | Gran |                   |
| 2013–2014     | Grojband                                                                                    | Chance Happening |                   |
| 2013–2014     | Julius Jr.                                                                                  | Clancy |                   |
| 2013–2016     | Camp Lakebottom                                                                             | Voces adicionales |                   |
| 2013–presente | PAW Patrol (Patrulla de Cachorros [Esp])                                                    | Cali |                   |
| 2014          | Peg + Cat                                                                                   | Flat Woman |                   |
| 2014–2016     | Numb Chucks                                                                                 | Abuela Butternut |                   |
| 2015          | Total Drama Presents: The Ridonculous Race (Drama Total Presenta: Carrera Alucinante [Esp]) | Josee (26 Episodios), Kelly (10 Episodios)                                                                                        |                   |
| 2015–2016     | The Adventures of Napkin Man!                                                               | Sra. Bailom, Stretcho Girl, Strong Stella                                                                                         |                   |
| 2015–2016     | PJ Masks                                                                                    | Voces adicionales |                   |
| 2015–2018     | Inspector Gadget                                                                            | Dr. Ithica Marvins, Computer, Pasha                                                                                               |                   |
| 2016          | Rusty Rivets                                                                                | Whirly, Crush |                   |
| 2016          | Freaktown                                                                                   | Princesa Boo Boo the Bouncy |                   |
| 2017          | Wishfart                                                                                    | Janice |                   |
| 2017          | Top Wing                                                                                    | Voces adicionales |                   |
| 2017          | The Magic School Bus Rides Again                                                            | Voces adicionales |                   |
| 2017–2018     | Mysticons                                                                                   | The Dragon Disk, Serena Snakecharmer                                                                                              |                   |
| 2017–2019     | True and the Rainbow Kingdom                                                                | Mila, TTT Bus |                   |
| 2017–presente | Wild Kratts                                                                                 | Paisley Paver |                   |
| 2018          | Gary and His Demons                                                                         | Sra. Cranbrook, Mom, Succubus |                   |
| 2018–2019     | Total DramaRama                                                                             | Flo |                   |
| 2018–presente | Cupcake & Dino: General Services                                                            | Grandma Steak |                   |
| 2019          | Bakugan: Battle Planet                                                                      | Phaedrus |                   |
| 2019          | Trailer Park Boys: The Animated Series                                                      | Freja |                   |
| 2019          | Bigfoot                                                                                     | Agente francés #1 |                   |
| 2019–presente | Snoopy in Space                                                                             | Bird Bud #3 |                   |
| 2020          | Hero Elementary                                                                             | Sra. Mangia, Entrenadora de futbol, Kite Flying Boy                                                                               |                   |
| 2020          | Bitmoji TV                                                                                  | Oso demonio |                   |
| 2020          | Alien TV                                                                                    | Pixbee |                   |
| 2020          | Doomsday Brothers                                                                           | Judith |                   |
| 2020          | Corn & Peg                                                                                  | Ferris, Grandmare de Ferdy |                   |

- Mitzi y Alicia - 2004-2006 Los hermanos Koala
- Bounce/Rebote (LA) - 2004-2006 Miss Spider's Sunny Patch Friends

### Videojuegos
| Año  | Título                  | Personaje          |
| ---- | ----------------------- | ------------------ |
| 2009 | Suikoden Tierkreis      | Roberto            |
| 2009 | Bakugan Battle Brawlers | Runo Misaki, Komba |
| 2014 | Hearthstone             | Voces adicionales  |